# Демократичний соціалізм
Демократи́чний соціалі́зм — ліва економічна й політична філософія, що наголошує на підтримці політичної демократії та схвалює певну форму суспільної власності на засоби виробництва, віддаючи особливу увагу економічній демократії, демократії на робочому місці та самоврядуванню трудящих у рамках ринкового соціалізму, децентралізованої планової економіки або демократично централізованої планової соціалістичної економіки. Прихильники демократичного соціалізму вважають, що капіталізм за своєю суттю несумісний із цінностями свободи, рівності й солідарності, і що ці ідеали можуть бути реалізовані лише шляхом побудови соціалістичного суспільства. Більшість демократичних соціалістів виступають за поступову, реформістську політику для досягнення соціалістичних змін. Сам термін «демократичний соціалізм» набув популярності поміж соціалістів, які виступали проти відкату в бік однопартійної держави в СРСР та інших країнах упродовж ХХ століття.
Історично демократичний соціалізм бере початок у соціалістичній думці ХІХ століття в Європі та русі чартистів у Британії. Попри певні розбіжності в цілях, ці течії поділяли спільну вимогу демократичного ухвалення рішень і суспільної власності на засоби виробництва, вважаючи їх основоположними рисами бажаного суспільного устрою. Наприкінці ХІХ — на початку ХХ століття на демократичний соціалізм значний вплив справили ідеї градуалістичного соціалізму, які пропагувало британське Фабіанське товариство, а також еволюційний соціалізм Едуарда Бернштейна в Німеччині.
Термін «демократичний соціалізм» вживається в різних значеннях, зокрема у широкому — для позначення всіх форм соціалізму, які відкидають авторитаризм. У цьому широкому сенсі демократичний соціалізм охоплює антиавторитарні форми соціал-демократії, реформістський соціалізм, революційний соціалізм, державний соціалізм і різні лівопопулістські течії. У вузькому сенсі демократичний соціалізм означає антикапіталістичне крило соціал-демократії, яке прагне якнайшвидше вийти за межі держави добробуту.

## Принципи
Демосоціалісти називають недемократичним комуністичне трактування соціалізму, яке вони відкидають. На відміну від комуністів, демосоціалісти розглядають соціалізм як кінцевий ідеал, а не проміжну стадію на шляху до комунізму. Вони також включають в поняття демократію, концепції плюралізму і прав демократичної меншості, і зовсім не інтерпретують її як диктатуру більшості. Незважаючи на це багато сучасних демосоціалістичних партій об'єднуються з комуністами (наприклад, французький Лівий фронт).
Як і соціал-демократи, демосоціалісти виступають за егалітаризм, але на відміну від перших прихильники демократичного соціалізму виступають за суспільну власність на засоби виробництва: вони виступають за захист і збільшення громадського сектору в економіці і за державне забезпечення охорони здоров'я, освіти, житлово-комунальних послуг і транспорту. Але деякі сучасні явно соціал-демократичні партії продовжують називати себе демократичними соціалістами, при цьому не відмовляючись від ринкової економіки (яскравий приклад — Лейбористська партія Британії, яка офіційно оголошує себе демосоціалістичною, але на ділі стала соціал-демократичною, відкрито підтримуючи приватний бізнес).

## Історія

### Поява демократичного соціалізму
Багато ранніх варіантів соціалізму, в особливості, ті що пішли від санкюлотів часів Великої французької революції, природним чином несли в собі риси демократії: загальне виборче право і рівність перед законом. Ці риси присутні і в якобінізмі Бабефа, і в революційному гуманізмі Бланки, і в утопічному соціалізмі Оуена, і в комунізмі Маркса.

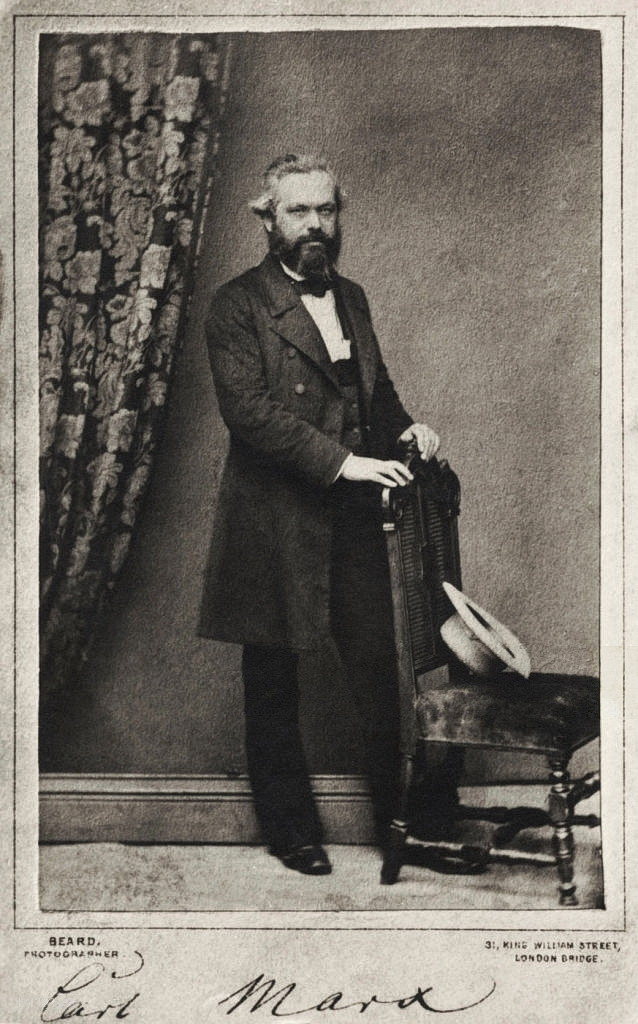
Карл Маркс

Основоположником сучасного соціалізму є саме Карл Маркс, який аргументував, що демократичні права та свободи будуть по-справжньому доступні робочому класу тільки в тому випадку, якщо засоби виробництва будуть належати — народу. У зв'язку з цим Маркс вважав необхідним ліквідувати приватну власність.
До кінця XIX століття соціал-демократи увійшли в уряди багатьох європейських країн, що призвело до розколу серед марксистів, значна частина яких почала схилятися на користь еволюційного, а не революційного, переходу до соціалізму. В 1884 р. у Лондоні було засновано «Фабіанське суспільство», яке закликало до поступової зміни політики Великої Британії у бік контролю над вільною торгівлею і протекціонізму для захисту від міжнародної конкуренції. Вони також вважали за необхідне націоналізацію землі, вважаючи, що землевласники збирають з неї ренту незаслужено (ідея, багато в чому запозичена від американського економіста Генрі Джорджа). Серед відомих членів товариства були економісти Сідней і Беатриса Вебб, Джон Мейнард Кейнс, філософ Бертран Рассел, письменник Бернард Шоу та інші.

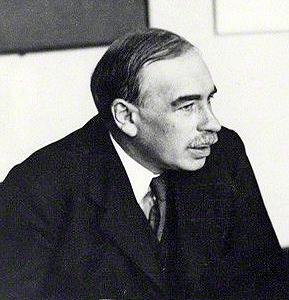
Джон Мейнард Кейнс

Подружжя Вебб вважали, що профспілки, домагаючись підвищення заробітної плати, впливали на продуктивність, стимулюють підприємців до оновлення обладнання і організації виробництва, що змінює рівноважну ставку заробітної плати (т. зв. «теорія економіки з високим рівнем заробітної плати»). У своїй праці «Загальна теорія зайнятості, відсотка і грошей» (1936 р.) Кейнс дав економічне обґрунтування державним програмам для вирішення проблеми безробіття. Для цього Кейнс пропонував збільшити державні витрати і створити дефіцит бюджету. Кейнс також стверджував, що передача ключових галузей промисловості у власність держави та державне планування їх інвестицій сприяло б поступовому зменшенню класових протиріч.

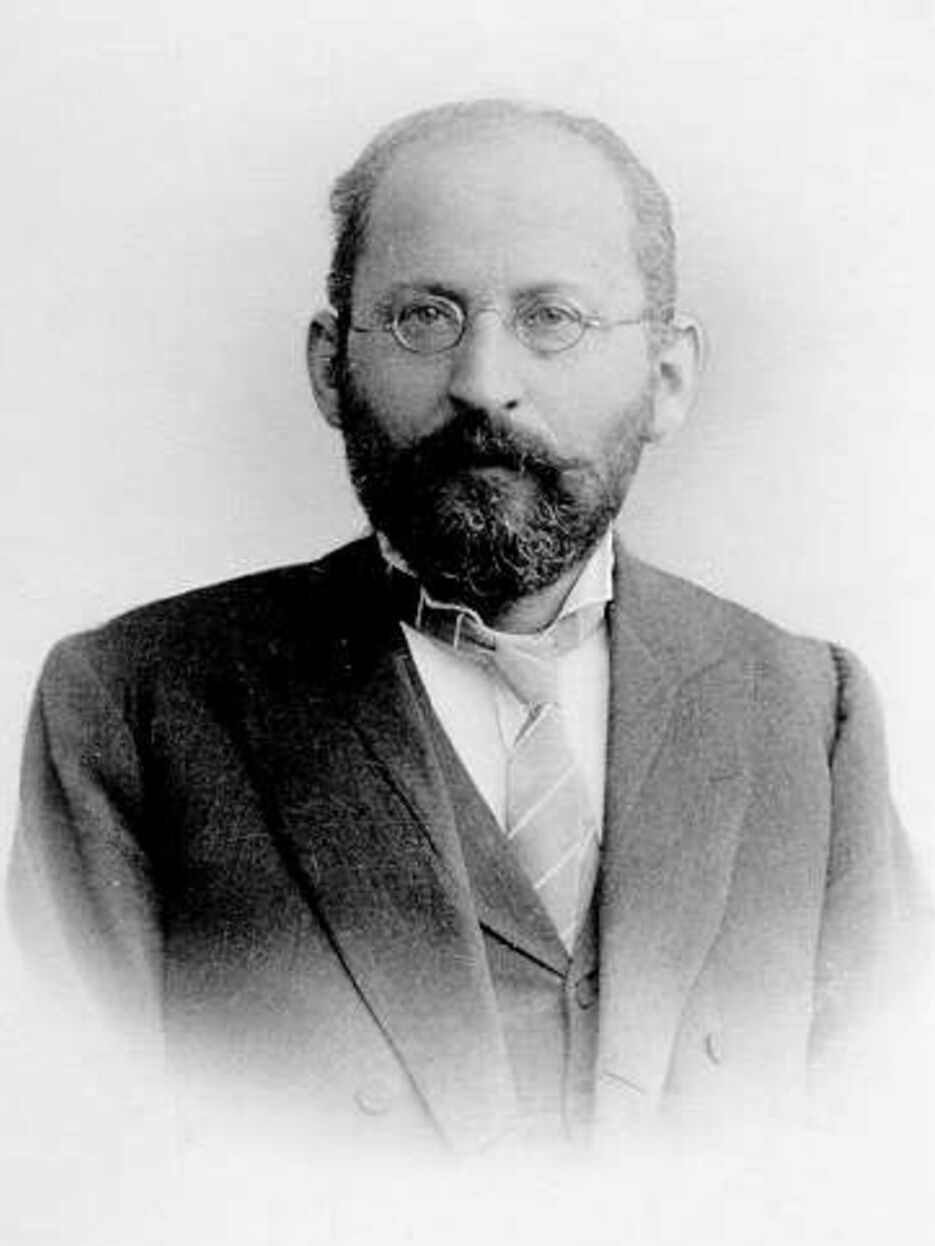
Едуард Бернштейн

Визначальним моментом в історії демократичного соціалізму стало розмежування з ортодоксальними комуністами на початку XX століття. У роботі «Проблеми соціалізму і завдання соціал-демократії» (1899 р.) Едуард Бернштейн відкинув передбачення Маркса про неминучий кінець капіталізму. Свою позицію Бернштейн обґрунтував існуючою тенденцією до розподілу капіталу серед багатьох власників, що суперечило марксистській теорії про концентрацію капіталу та зубожіння пролетаріату. Звідси він зробив висновок, що для досягнення соціалізму слід користуватися чисто політичними методами і демократичними інструментами. Схожий розкол стався в Росії після революції 1905 р., коли меншовики виступили проти ідей диктатури пролетаріату і керівної ролі комуністичної партії і підтримали демократичну революцію, з наміром взяти участь у роботі її уряду. Лідер більшовиків Ленін відзначав їх безумовну відданість демократичному централізму. Після більшовицького перевороту 1917 року демократичні соціалісти засудили більшовиків за спотворення їх егалітарних, демократичних і соціалістичних ідеалів і практичну реалізацію авторитарного режиму, в якому усі засоби виробництва знаходилися під контролем нікому не підзвітній партійній еліті.
Подальша історія демосоціалістичного руху полягала переважно в боротьбі з фашистами і ортодоксальними марксистами. У 1920—1940 рр. одним з найяскравіших демосоціалістичних рухів був австромарксизм. Особливість австромарксизма полягала в тому, що вони розглядали націю поза територіальним контекстом, як об'єднання людей, які поділяють спільну культуру і мову. Іншим рухом були гільдейскі соціалісти, які вважали, що робітники можуть контролювати промисловість за допомогою мережі гільдій — торговельних організацій, що представляють робітників. Передбачалося, що гільдії будуть здатні не тільки боротися за соціальні права робітників, як профспілки, але і отримати контроль над промисловістю.

### Післявоєнний демосоціалізм
Протягом повоєнної половини XX століття в деяких країнах Західної Європи часто приходили до влади ліві (в тому числі і демосоціалісти). Наприклад, у Великій Британії лейбористи на чолі з Клементом Еттлі перемогли на виборах 1945 року (обігнавши своїх суперників консерваторів на чолі з Черчиллем), які націоналізували телекомунікації, Банк Англії, британські залізниці, вугледобувну, сталеливарну промисловість і електроенергетику і на практиці реалізували соціальну державу. При тому частка суспільної власності в британській економіці перевищила 20 відсотків. Свій успіх на виборах лейбористи повторили в 1964, 1966 і два рази в 1974 році. У 1951 році був відновлений Соціалістичний інтернаціонал, який об'єднав соціал-демократичні і демосоціалістичні партії. У 1981 році французькі соціалісти перемогли як на президентських, так і на парламентських виборах. Прийшовши до влади демосоціалістичний уряд націоналізував найбільші підприємства і великі банки, а також підвищив мінімальний розмір оплати праці і скасував смертну кару.
З різних причин, більшість європейських демосоціалістичних партій, що є членами Соцінтерну прийняли ринкову економіку і відмовилися від марксизму протягом другої половини XX століття, таким чином, прогресували в сторону соціал-демократії і соціал-лібералізму (Соціал-демократична партія Німеччини в 1959 році, Іспанська соціалистична робітнича партія в 1979, британська Лейбористська партія на початку 1990-х, французька Соцпартія на чолі з відкритим соціал-демократом Ліонелем Жоспеном в кінці 1990-х).

### Сучасний демократичний соціалізм

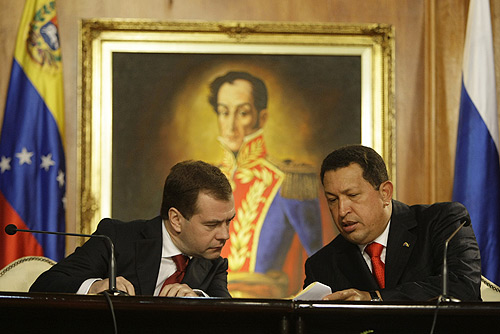
Уго Чавес з Дмитром Медведєвим у 2008 році.

Відмова Соцінтерну і партій, які  в ньому перебувають від демократичного соціалізму на користь соціал-демократії призвело до появи нових демосоціалістичних партій, які виступають проти ринкової економіки (німецькі «Ліві», грецька Коаліція радикальних лівих, ісландський Ліво-зелений рух). Ці партії можуть бути лівосоціалістичним відгалуженням від партій Соцінтерну (французька Ліва партія), антикапіталістичними коаліціями комуністичних (включаючи троцькістські і маоїстські) партій (грецька СІРІЗА, данська Червоно-зелена коаліція) або колишніми компартіями (шведська Ліва партія). Перші демосоціалістичні партії, які були альтернативою існуючим соціал-демократичним, з'явилися у скандинавських країнах — Соціалістична народна партія в Данії (1959) і Соціалістична ліва партія у Норвегії (1975).
Результати останніх виборів показують, що популярність подібних рухів зростає: німецькі «Ліві», які виступають за демосоціалізм і проти капіталізму, на парламентських виборах 2009 року отримали близько 11 відсотків голосів і 76 місць у Бундестазі (реалізувавши кращий результат за свою історію), в той час як лівоцентристська Соціал-демократична партія показала найгірший результат за свою післявоєнну історію; у Франції демосоціаліст Жан-Люк Меланшон (засновник Лівої партії підтриманий французькими комуністами) на президентських виборах 2012 року набрав 11,1 % голосів , що приблизно в 6 разів більше, ніж результат кандидата-комуніста на минулих виборах, згідно з опитуваннями, 16 % голосів серед молоді; в Греції Коаліція радикальних лівих отримала 16,78 % голосів на травневих виборах до парламенту 2012 року, вперше обігнавши до цього правлячий ПАСОК (який входив в Соцінтерн), а на наступних виборах в червні 2013 року покращила свій результат — 26,89 % голосів.
Деякі скандинавські демосоціалістичні партії на даний момент беруть участь в урядових коаліціях (фінляндський Лівий союз, норвезька Соціалістична ліва партія, ісландське Ліво-зелений рух у 2009—2013 роках).
Також примітна популярність ідей демократичного соціалізму в країнах Південної Америки. Так, у Венесуелі президентом з 1999 року до 2013 року був Уго Чавес (останній раз переобраний у жовтні 2012), який виступав за «демократичний соціалізм XXI століття».

## Критика демократичного соціалізму
Комунітаризм ставиться критично до суспільної власності на засоби виробництва, підтримуючи ринкову економіку. Однак при цьому по багатьом пунктам солідарні з демократичним соціалізмом: в плані вимог соціальної відповідальності з боку приватних підприємців, прагнення до товариства з сильними неурядовими громадськими організаціями на місцевому рівні та впровадження елементів прямої демократії.
Критика неолібералів по відношенню до демосоціалізму збігається з їх критикою по відношенню до соціалізму в цілому. Стверджується, що перерозподіл влади і капіталу несе ризик втрати політичних і громадянських прав і свобод; що змішана економіка менш ефективна, ніж ринкова, в силу більш слабких стимулів до отримання прибутку і порушення збалансованості економіки за регульованих цін; що громадська власність стимулює безвідповідальне ставлення до неї.
Комуністи звинувачують демократичних соціалістів у ревізіонізмі і спотворенні марксизму.